# Zāft
Zāft (persiska: زافت, آب سر دهو, زاخت) är en bondby i Iran.   Den ligger i provinsen Kerman, i den sydöstra delen av landet, 1 000 km sydost om huvudstaden Teheran. Zāft ligger 799 meter över havet och antalet invånare är 254.
Terrängen runt Zāft är kuperad åt sydost, men åt nordväst är den platt. Runt Zāft är det glesbefolkat, med 17 invånare per kvadratkilometer. Närmaste större samhälle är Mardehek, 6,0 km öster om Zāft. Trakten runt Zāft är ofruktbar med lite eller ingen växtlighet.